# Le Consortium
Pour les articles homonymes, voir Consortium (homonymie).
Le Consortium Museum est un centre d'art contemporain basé à Dijon géré par l'association Le Coin du Miroir, active depuis 1977. Depuis 2011, il est installé dans un bâtiment de 4000 m2 conçu par les architectes Shigeru Ban et Jean de Gastines.

## Histoire
Cette section ne s'appuie pas, ou pas assez, sur des sources secondaires ou tertiaires indépendantes du sujet. Le texte peut contenir des analyses inexactes ou inédites de sources primaires.
Pour l'améliorer, ajoutez-en, ou placez des modèles {{Source secondaire souhaitée}} ou {{Source secondaire nécessaire}} sur les passages mal sourcés. (juin 2025)
Le Consortium est le premier département géré par l'association Le Coin du Miroir, fondée en 1977, par Xavier Douroux et Franck Gautherot.
C'est, depuis 1982, le premier centre d'art contemporain conventionné par la délégation aux arts plastiques du ministère de la Culture.
Ses objectifs sont la production et l’exposition d’œuvres contemporaines, l’enrichissement du patrimoine public en ce domaine, la promotion, la diffusion et la formation à l’art comme à la pensée d’aujourd’hui. Le Consortium s’inscrit également dans une démarche de réflexion et d’expérimentation dans le domaine de l’ingénierie culturelle et l’administration d’actions culturelles et artistiques liés aux Arts Vivants.
Profondément lié au milieu associatif, le Consortium trouve son origine dans ces courants qui, durant les années 1970, se sont donné les moyens d’agir et ont installé, au cœur même du tissu urbain, des structures alternatives conçues comme des contre-pouvoirs et des lieux de parole indépendants. En 1977, Xavier Douroux et Franck Gautherot entre autres fondent l’association Le Coin du Miroir.
Ils sont rejoints en 1983 par Eric Colliard (décédé en 1995), cette même année les associations Le Coin du Miroir, A la limite et Déjà Vu se regroupent en une même entité. Ensemble, ils développent une réflexion critique sur la place et le rôle de l’art. Leurs premières actions se sont réalisées avec les artistes les plus contestataires vis-à-vis du langage ou de la manière de faire de l’art, comme Buren, Mosset, Toroni, Rutault, Boltanski, Messager, Le Gac, Baldessari, Luthi…Installée à ses débuts dans 30 m2 au premier étage d’une librairie alternative, la structure déménage rue Saumaise dans un « appartement-galerie » puis en 1982 occupe finalement un ancien magasin de 600 m2 dans le centre-ville et parallèlement à partir de 1991, une ancienne usine de 4 000 m2 située en proche périphérie.
En 1996, Eric Troncy intègre le centre d’art en tant que codirecteur.
Puis en 2000, Seungduk Kim rejoint l’équipe du Consortium en tant que commissaire associée et directrice de projets internationaux et de développement pour l’Asie. En 2008, le centre d’art investit une boutique au 16 rue Quentin, à l’entrée de l’espace d’exposition, destinée à la vente de livres et de multiples.
En 2014, Le Consortium s'associe au développement du nouveau Asia Culture Center de Gwangju (Corée du Sud) où il dirige l'équipe de design d'espace jusqu'à l'ouverture de ce lieu à l'automne 2015.

### Anna Sanders Films
Le Consortium participe à une société de production[source secondaire souhaitée] créée par les artistes Pierre Huyghe, Philippe Parreno, Charles de Meaux, et Dominique Gonzalez-Foerster.

### Le Mur Saint-Bon
Le Mur Saint-Bon est un espace d'exposition situé au 8 rue Saint Bon à Paris. Fondé en 2016 par Xavier Douroux et Natacha Carron Vullierme, il permet à des artistes internationaux proches du Consortium de confronter leurs talents, chacun pendant 70 jours, sur un seul et même mur[source secondaire souhaitée] : Sarah Morris, Wade Guyton, Alex Israel (en), Matias Faldbakken (en) et Rachel Feinstein (en).

### Les lieux du Consortium
Cette section ne s'appuie pas, ou pas assez, sur des sources secondaires ou tertiaires indépendantes du sujet. Le texte peut contenir des analyses inexactes ou inédites de sources primaires.
Pour l'améliorer, ajoutez-en, ou placez des modèles {{Source secondaire souhaitée}} ou {{Source secondaire nécessaire}} sur les passages mal sourcés. (juin 2025)
- Un appartement de Dijon, qui fut le point de départ de l'association en 1977.
- Le premier étage d’une librairie alternative Les Doigts dans la tête.
- Un « appartement-galerie » de la rue Saumaise.
- En 1982, en centre-ville, un ancien magasin d'électroménager de 300 m2, situé 16 rue Quentin, au fond d'une cour. Le Consortium s'étend sur une surface de 600 m2 comprenant sept salles.

### Le nouveau Consortium
Le centre d'art occupe progressivement, à partir de 1991, une ancienne usine de liqueur L'Heritier-Guyot, construite en 1943. La conception est réalisée par l'architecte allemand Hostettler en collaboration avec Joly-Delvalat (1906-1990), professeur à l'Académie des Beaux-Arts de Dijon. L’architecture s’inspire du style international, avec une tendance post-Bauhaus, c’est-à-dire une construction lisse en béton sans ornementation, caractéristique du mouvement moderne où la rationalité et la fonctionnalité déterminent l’esthétique de l’architecture.
Après une rénovation et une extension du bâtiment réalisée sous la conduite des architectes Shigeru Ban, et Jean de Gastines, l'espace de 4 000 m², dont 2 000 m² sont réservés aux expositions, est rouvert au public en juin 2011 et inauguré par le ministre de la Culture Frédéric Mitterrand, le 14 septembre 2011.

## Expositions
Le Consortium organise des expositions de groupes ou monographiques (John Armleder, Sylvie Auvray, Daniel Buren, Pierre Huyghe, Sylvie Fleury, Donald Judd, On Kawara, Yayoi Kusama, Bertrand Lavier, Philippe Parreno, Xavier Veilhan, Rémy Zaugg...).

### Reconnaissance internationale
- Le Turner Prize a été décerné à Mark Leckey en 2008 pour son exposition « Industrial Light & Magic » réalisée au Consortium[7].